# Nereis quadricorna
Nereis quadricorna är en ringmaskart som beskrevs av Delle Chiaje 1841. Nereis quadricorna ingår i släktet Nereis och familjen Nereididae. Inga underarter finns listade i Catalogue of Life.